# 뇌 유사장기
뇌 유사장기(cerebral organoids)는 신경줄기세포 및 성체줄기세포(adult stem cell,ASC), 배아줄기세포(embryonic stem cell,ESC), 유도만능줄기세포(induced pluripotent stem cell,iPSC)를 신호전달 물질이 함유된 배지와 생체 기질 환경(matrigel)에서 배양하여 자가 조직화, 자가 증식, 조직 특이적 계통 분화를 통해 만들어진 뇌 조직과 유사한 3차원 세포집합체이다. 세포를 3D배양법으로 다시 응집 재조합 하여 만듦으로써 뇌의 특이적 세포를 포함하고 뇌가 지닌 특정 기능을 재현할 수 있으며 실제 뇌와 유사한 형태로 조직화 할 수 있어 미니 뇌 혹은 뇌 유사 장기라고도 부른다.

## 뇌 유사장기 제작 방법
뇌 유사장기를 만드는 과정은 피부 등에서 채취한 체세포를 OCT4, SOX2, MYC, KLF4등을 이용해 역분화 하여 유도만능줄기세포(iPSC)로 만든 뒤 다시 뇌세포로 분화시키는 방법을 통하여 제작한다. 줄기세포는 신호전달 경로를 조절하는 요소들을 통하여 다양한 신경조직으로 분화하는데 FCS, TGF-β, BMP-2, NRG-1, Wnt1 등을 사용하여 여러 신경조직으로 분화시킨다. 이와 유사하게 신호 전달 경로를 조작함으로써 뇌 유사장기를 제작하게 된다. 뇌 유사장기를 배양하기 위하여 두가지 방법이 개발되었다. Eiraku 등에 의해 개발된 SFEBq(Serum-free culture of embryoid body-like aggregates,quick)는 끝뇌(telencephalon)와 유사한 유사장기를 생성하였고, Lancaster 등은 회전 바이오리액터(bioreactor)를 사용하여 뇌의 여러부위와 유사한 대뇌 유사장기를 생산하였다. 바이오리액터를 이용한 배양방법은 생체 기질 환경(metrigel,젤라틴 단백질 혼합물)에 ESC를 도입하여 복잡한 유기체를 만들기 위한 성장 인자와 영양, 산소 공급을 해주게 되고 이 때 발달을 촉진시키기 위해 레티노 산이 추가된다. 8-10일 내에 뉴런이 나타나고 20-30일 사이에 뇌의 영역이 형성된다. 실제 인간 배아에서 뇌 영역이 형성될 때까지는 몇 달이 걸린다. 이렇게 만들어진 뇌 유사장기는 배지에서 자라기 때문에 혈액 공급 부족과 영양 제한이 있기 때문에 직경 4mm까지 성장하며 그 이상의 크기로 자라지 않는다. 이러한 뇌 유사장기는 초기 태아의 뇌보다 훨씬 작지만 정상적인 뇌 발달의 특징을 가지고 있으며 전뇌, 중뇌, 후뇌, 뇌막, 해마 및 망막을 비롯한 다양한 뇌 영역을 발생시킨다. 대뇌 피질 영역은 정상적인 인간 두뇌를 운동, 시각 및 다른 영역으로 나누는 것과 같이 세분화 된다.

## 뇌 유사장기 분화 확인
신경 progenitor 세포와 줄기세포가 특정 신경조직으로 분화되는지 여부를 몇가지 유전자 마커를 통하여 확인할 수 있다. pluripotent 상태에서는 OCT4와 NANOG가 마커로 존재 한다. 유사장기 개발과정에서 두 마커는 감소하게 되고, 신경유도가 일어나면 SOX1,PAX6가 증가하게 된다. 이 마커들을 통하여 뇌 유사장기의 자가유도 및 분화를 확인한다. 뇌 유사장기에서 뇌 영역이 전뇌와 후뇌로 발달할 때 전뇌는 FOXG1과 SIX3가 높게 나타나고, 후뇌의 경우 EGR2와 ISL1이 초기에 증가하고 후기에는 감소하게 된다.

## 제작된 뇌 유사장기
뇌 유사장기가 짧은 시간에 체외에서 제작되었으나 실제 뇌 부분의 기능을 가진 뉴런을 생성하며 불완전하지만 정상 인간 대뇌 피질 발달을 나타 낼 수 있으며 신경 전위등 인간 뇌와 유사한 성격을 가지고 있다. 제작된 뇌 유사장기가 실제 뇌의 영역과 얼마나 유사한지에 대한 것은 아직 명확하게 밝혀지지 않았으나 연구가 진행되고 있다.

## 뇌 유사장기 연구 동향
2016년 미국 존스 홉킨스 대학교 연구팀이 알츠하이머 치매나 뇌졸중 등 뇌신경질환 연구의 효율성을 높일 수 있는 뇌 유사장기를 제작하였다. 개발된 뇌 유사장기는 2만여 세포로 구성되고 지름350um의 세포덩어리로 육안으로 겨우 볼 수 있을 정도의 크기이다. 제작된 뇌 유사장기에는 4가지 형태의 뉴런과 이들을 보호하는 2종류의 지지세포인 성상세포와 희소돌기아교 세포가 존재한다. 오가놈(Organome)이라는 명칭으로 특허를 출원하였다.

## 필요성 및 응용분야

### 필요성
인간 대뇌 피질은 다른 동물에 비해 인간에서 현저하게 진화되어 왔다. 따라서 동물모델은 인간 특유의 특징을 재현하지 못하고 실제 인간 질병을 모델링 하기 위해 사용하는 마우스의 뇌는 인간의 약 1/1000에 해당하는 작은 대뇌 피질을 가지고 있기 때문에 인간 질병을 모델링 하기에는 한계가 있다. 현재 우리는 비정상적인 뇌 발달 및 뇌 질환에 대하여 영상을 통해 뇌의 형태와 활동을 관찰하고 사후 뇌조직을 검사하는 방법으로 제한되어 있었다. 유사장기는 특정 장기의 특성을 가지고 있는 유사 장기 로써 모델 동물보다 인간에 가까운 생리 활성을 나타내고 있기 때문에 약물 스크리닝, 환자 유사장기 바이오뱅킹, 다양한 질병 모델링, 유전체 교정기술 융합을 통한 재생치료, 환자 맞춤 치료, 정밀치료 등에 활용될 수 있다.

### 질환 원인 규명
특정 질병 치료제의 개발이 어려운 이유는 질병 모델 동물이 없고, 동물에서 효능이 입증된 경우라도 인간에게는 효능이 나타나지 않거나 부작용이 생길 수 있다는 위험성 때문이다. 하지만 유사장기를 통하여 조직 특이적인 질병 모델링이 가능해졌다. 특히 뇌 유사장기는 뇌 질환과 같은 기존에 구현하기 어려웠던 질병을 모델링 할 수 있고 환자의 조직으로부터 유사장기를 구축함으로써 환자 맞춤형 뇌 유사장기를 제작함에 따라 질환 원인과 매커니즘에 관한 규명이 가능하다.
뇌 유사장기는 인간 두뇌와 유사한 발달과정을 거치면서 일어나는 복잡한 과정을 단계적으로 관찰하여 연구할 수 있다. 뇌 유사장기는 피질과 뇌 발달 초기 단계의 특징인 전구세포 영역(progenitor zone)을 가지고 있고 완전한 기능을 하는 뉴런을 포함하고 있다. 실제 2016년 중남미 지역에서 유행한 지카 바이러스(Zika virus)가 태아의 소두증을 유발한다고 알려졌지만 원인을 규명할 수 없었으나 소두증 환자의 세포에서 얻은 줄기세포를 통하여 질환 모델 뇌 유사장기를 제작하여 지카 바이러스의 감염이 신경세포의 미성숙을 유발하는 신경발달 손상 기작을 규명하였다. 또한 자폐증 환자의 유도만능줄기세포(iPSC)에서 유래한 뇌 유사장기를 통하여 GABA성 억제 뉴런이 과도하게 형성 된 것을 확인하였다.

### 치료제 개발 및 약물 스크리닝
환자 실제 유전정보는 환자 유사장기의 유전정보와 매우 유사하여 환자에게 적합한 약물을 스크리닝 할 수 있으며 개인 맞춤 치료제의 발굴에도 활용될 수 있다. 미량의 환자 세포로부터 같은 특징을 지닌 유사조직으로 분화시켜 유사장기를 만드는 기술을 통하여 환자 군들의 유사장기를 제작하여 효과적인 약물조합 및 초고속 치료제 스크리닝이 가능 할 것이며 환자-맞춤형 표적 치료에도 응용할 수 있을 것이다. 파킨슨병, 알츠하이머 환자의 세포를 통하여 뇌 유사장기를 제작함으로써 질병 원인 파악 뿐 아니라 치료제 발굴, 치료 효과에 대하여 예측이 가능할 것으로 기대된다.

## 한계점

### 사용 제한성
뇌 유사장기 모델 개발 기술이 발전하였으나 아직 실제 뇌 재현에는 못미치는 수준이다. 또한 배양을 통하여 만들어지면서 면역세포를 포함한 기질 성분이 부족하여 감염 또는 약물에 대한 염증반응 모델에서는 사용 제한성이 있다. 약물 스크리닝시 세포 외 기질로 둘러쌓여 있어 약물 침투가 제한적이기 때문에 정확한 약물반응에 대한 결과를 예측하기 어렵다는 한계가 있다.

### 임상 제한성
유사장기 배양에서 사용되는 생체 기질 환경(metrigel)은 감염 및 면역 거부 반응의 위험성 때문에 임상이식에서는 사용이 불가하다.

## 뇌 유사장기 전망 및 가능성
새로운 줄기세포 기술이 발전하고 있고 ZFN(zinc finger nuclease),TALEN,CRISPR과 같은 유전자 가위가 개발됨에 따라 많은 신경 및 신경 정신 장애의 질환 모델링이 가능해지고 뇌 유사장기 질환 모델을 통하여 질병 표현형, 메커니즘 및 원인 규명, 약물 효과의 신속한 스크리닝, 유전자 치료의 개발의 가능성이 있으며 인간 뇌의 기능적 연구도 가능해 질 것이다. 아직 밝혀지지 않은 뇌 발달 및 발생의 단계를 이해 하여 진화 과정에서의 인간과 다른 동물들과의 유사한 또는 상이한 유전자에 관한 통찰력을 제공할 수 있을 것이다.

## 참고 문서
1. ↑  Lavazza, Andrea; Massimini, Marcello (2018년 2월 28일). “Cerebral organoids: ethical issues and consciousness assessment”. 《Journal of Medical Ethics》. doi:10.1136/medethics-2017-104555. ISSN 1473-4257. PMID 29491041.
2. ↑  Lancaster, Madeline A.; Renner, Magdalena; Martin, Carol-Anne; Wenzel, Daniel; Bicknell, Louise S.; Hurles, Matthew E.; Homfray, Tessa; Penninger, Josef M.; Jackson, Andrew P. (2013년 8월 28일). “Cerebral organoids model human brain development and microcephaly”. 《Nature》 (영어) 501 (7467): 373–379. doi:10.1038/nature12517. ISSN 0028-0836.
3. ↑  “사람의 발생과 질병에 대한 생체 외 모델로서 유사장기(Organoid)”. 2018년 4월 23일에 확인함.
4. ↑  Bae, Byoung-il; Walsh, Christopher A. (2013년 10월 11일). “Neuroscience. What are mini-brains?”. 《Science (New York, N.Y.)》 342 (6155): 200–201. doi:10.1126/science.1245812. ISSN 1095-9203. PMID 24115427.
5. ↑  van de Wetering, Marc; Francies, Hayley E.; Francis, Joshua M.; Bounova, Gergana; Iorio, Francesco; Pronk, Apollo; van Houdt, Winan; van Gorp, Joost; Taylor-Weiner, Amaro (2015년 5월 7일). “Prospective derivation of a living organoid biobank of colorectal cancer patients”. 《Cell》 161 (4): 933–945. doi:10.1016/j.cell.2015.03.053. ISSN 1097-4172. PMID 25957691.
6. ↑  Dutta, Devanjali; Clevers, Hans (October 2017). “Organoid culture systems to study host-pathogen interactions”. 《Current Opinion in Immunology》 48: 15–22. doi:10.1016/j.coi.2017.07.012. ISSN 1879-0372. PMID 28756233.
7. ↑  Fischer, Shannon (May 2017). “Minibrain Storm : Cerebral Organoids Aren't Real Brains?But They Provide a Powerful Platform for Modeling Brain Diseases Like Zika Infection, Alzheimer's, and Even Autism”. 《IEEE pulse》 8 (3): 31–34. doi:10.1109/MPUL.2017.2680360. ISSN 2154-2317. PMID 28534760.
8. ↑  Salick, Max R.; Wells, Michael F.; Eggan, Kevin; Kaykas, Ajamete (2017년 9월 19일). “Modelling Zika Virus Infection of the Developing Human Brain In Vitro Using Stem Cell Derived Cerebral Organoids”. 《Journal of Visualized Experiments: JoVE》 (127). doi:10.3791/56404. ISSN 1940-087X. PMID 28994790.
9. ↑  Weeber, Fleur; Ooft, Salo N.; Dijkstra, Krijn K.; Voest, Emile E. (2017년 9월 21일). “Tumor Organoids as a Pre-clinical Cancer Model for Drug Discovery”. 《Cell Chemical Biology》 24 (9): 1092–1100. doi:10.1016/j.chembiol.2017.06.012. ISSN 2451-9448. PMID 28757181.
10. ↑  “유사장기를 활용한 치료제 개발 동향”. 2018년 4월 23일에 확인함.